# Junta Constitucional de 1915

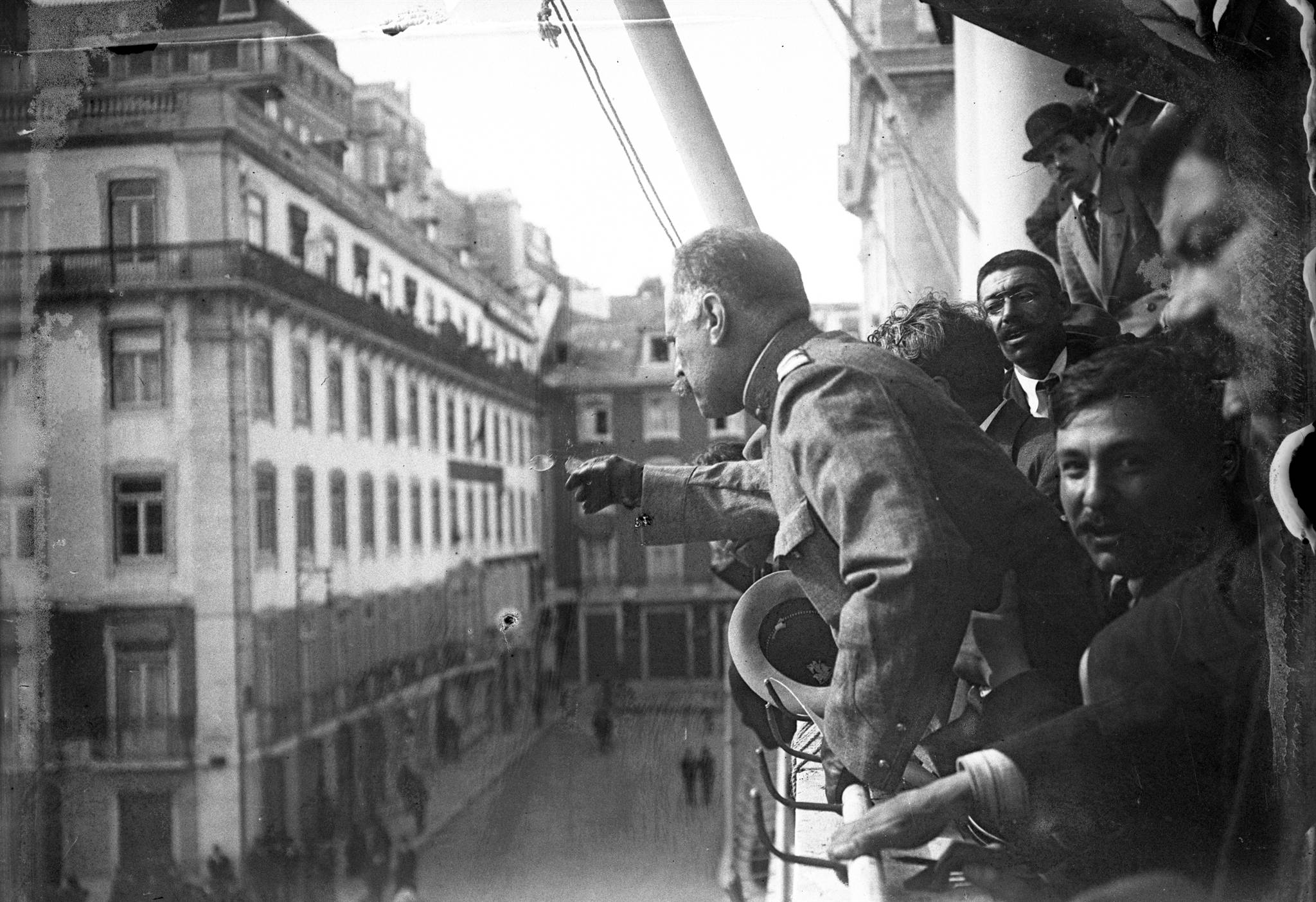
O Major Sá Cardoso proclama a Junta Revolucionária à varanda dos Paços do Concelho de Lisboa.

A Junta Constitucional de 1915, também conhecida como Junta Revolucionária foi um órgão provisório formado após o golpe militar de 14 de Maio de 1915, que destituiu o governo do general Joaquim Pimenta de Castro. Um dos objectivos do golpe era forçar a participação de Portugal na Grande Guerra, o que foi conseguido. Governou apenas três dias, até 17 de Maio, já que cessou funções com a tomada de posse do ministério presidido interinamente por José de Castro (o presidente do Ministério nomeado era João Chagas, que foi impedido de tomar posse após sofrer um atentado), que mais tarde viria a ocupar efetivamente o cargo. Neste curto período, a Junta foi encarregada de supervisionar todos os departamentos governamentais, até à tomada de posse dos respetivos ministros do 10.º governo republicano.
A Junta Constitucional era composta por:
- José Norton de Matos;
- António Maria da Silva;
- José de Freitas Ribeiro;
- Alfredo de Sá Cardoso;
- Álvaro de Castro.

Os membros da Junta Constitucional estavam ligados ao agrupamento Jovem Turquia, que coorganizou o movimento de 14 de Maio de 1915.